# NGC 2327
NGC 2327 ist ein Reflexionsnebel im Sternbild Großer Hund südlich des Himmelsäquators.  Der Nebel wurde von dem deutsch-britischen Astronomen William Herschel im Jahr 1785 mit einem 18,6-Zoll-Teleskop entdeckt.